# Пітер Діґнан
Пітер Діґнан (англ. Peter Dignan, 6 березня 1955 — 20 червня 2013) — новозеландський академічний веслувальник.
Бронзовий призер Олімпійських Ігор 1976 року в складі вісімки.
Бронзовий призер Чемпіонату світу 1975 року в складі вісімки.